# Gość krainy snów
Gość krainy snów (ang. The Dreamtime Duck of the Never Never) – opublikowany w 1993 r. komiks Dona Rosy, siódma część cyklu Życie i czasy Sknerusa McKwacza.
Komiks po raz pierwszy wydano na łamach duńskiego czasopisma Anders And & Co.

## Fabuła
Akcja ma miejsce w latach 1893–1896 w Australii.
Sknerus McKwacz podróżuje do miasta Kalgoorlie, dowiedziawszy się, że w tamtych okolicach odkryto złoto. W drodze przez pustynię ratuje aborygeńskiego czarownika od napaści złodzieja. Czarownik, Jabiru Kapirigi, zachęca Sknerusa, by towarzyszył mu w wyprawie do świętych grot.
Dwoje podróżników dostaje się do jaskini, zawierającej malowidła (w tym odciski rąk) sporządzane od 20.000 lat i ogromny opal - relikwię przechowywaną tam od czasu snu. Gdy Sknerus i Kapirigi zostają uwięzieni w jaskini przez złodzieja, który wcześniej napadł czarownika, zmuszeni są oddać mu opal. Niezwłocznie potem Sknerus rusza w pościg, walcząc jednocześnie z pokusą przywłaszczenia sobie opalu i zdobycia dzięki niemu szybkiego zarobku.
Ostatecznie kaczor rezygnuje jednak z tego planu. Kapirigi, wdzięczny za pomoc w odzyskaniu relikwii, odczytuje dla Sknerusa jedno z malowideł w jaskini. McKwacz interpretuje je jako zorzę polarną i uznaje to za znak, że powinien opuścić Australię i ruszyć do Jukonu.

## Okoliczności powstania
Don Rosa stworzył komiks, inspirując się uwagą Sknerusa o poszukiwaniu złota w Kalgoorlie, zamieszczoną przez Carla Barksa w jego komiksie Loony Lunar Gold Rush. Uznał także, że historia będzie świetną okazją do przedstawienia, jak młody Sknerus nabrał szacunku do skarbów przeszłości (zarówno intelektualnych, jak i materialnych).